# Březina (Hradiště)
Březina (deutsch Pirk) ist eine Wüstung auf dem Truppenübungsplatz Hradiště in Tschechien. Das erloschene Dorf liegt fünf Kilometer nordöstlich von Bochov (Buchau) im Okres Karlovy Vary.

## Geographie
Březina befand sich linksseitig über dem Ratibořský potok (Schinkenbach) am Südabfall der zum Duppauer Gebirge gehörigen Hradišťská hornatina (Burgstadtler Masse). Nördlich erhebt sich der Znělec (Klingaberg; 825 m n.m.), im Nordosten der Klobouk (789 m n.m.) und die Vysoká hora (Hoher Berg; 871 m n.m.), östlich der Císařský vrch (Kaiserberg; 784 m n.m.), im Südwesten die Jelení komora (787 m n.m.) sowie nordwestlich der U Ruské věže (Ehacker, 912 m n.m.).
Nachbarorte waren Doupovské Mezilesí (Olitzhaus) im Norden, Těš (Tösch) im Nordosten, Lochotín (Lochotin) im Osten, Holetice (Holetitz) und Radošov (Reschwitz) im Südosten, Tis u Luk (Tiß bei Luck) und Těšetice (Teschetitz) im Süden, Dolní Valov (Unter Wohlau), Horní Valov (Ober Wohlau) und Bražec (Bergles) im Südwesten, Kostelní Hůrka (Am Berge), Javorná (Ohorn) und Hradiště (Höfen) im Westen sowie Lučiny (Hartmannsgrün) im Nordwesten.

## Geschichte
Durch das Dorf führte im Mittelalter der Duppauer Steig, ein Teil des Handelsweges von Eger nach Kaaden. Die erste schriftliche Erwähnung von Pirg erfolgte am 22. Dezember 1387, als König Wenzel Boresch von Riesenburg die Erhebung eines Wegezolls gestattete. Boresch hielt das Dorf jedoch nicht lange; nach einigen Besitzerwechseln erwarben es die Vögte von Plauen und schlugen es den Gütern der Engelsburg zu. Heinrich II. von Plauen belehnte seinen Vasallen Mathes von Pirk, der wahrscheinlich auch seinen Sitz in Pirk hatte, mit dem Gut. Mathes von Pirk führte 1451 eine Fehde mit der Stadt Eger und nahm auch 1466 an der Rückeroberung der Engelsburg durch Heinrich II. teil. Als Heinrich V. von Plauen 1563 die Familienherrschaften mit seinem jüngeren Bruder Heinrich VI. teilte, verblieb die Engelsburg in seinem Besitz. Zwei Jahre später trat er sie an Nikolaus Lobkowitz von Hassenstein ab, der sie 1567 seinem Schwager Heinrich Vitzthum verkaufte. 1570 veräußerten die Vormünder des minderjährigen Dietrich Vitzthum die überschuldete Herrschaft an Caspar Colonna von Fels. Nach der Schlacht am Weißen Berg wurde die Herrschaft Engelsburg 1622 als konfiszierter Besitz des Leonhard Colonna von Fels an Hermann Czernin von Chudenitz verkauft und 1623 der Herrschaft Gießhübel zugeschlagen. Während des Dreißigjährigen Krieges zogen verschiedene Armeen auf der Duppauer Straße über Pirk; sie plünderten und verwüsteten dabei das Dorf. 1639 wurden den Bewohnern sämtliche Pferde und Rinder genommen. In der berní rula von 1654 sind für Pürgkh zwölf Bauern, sechs Chalupner und drei Kleinhäusler aufgeführt. Haupterwerbsquellen waren der Anbau von Roggen und Weizen sowie die Viehzucht; die Bewohner bewirtschafteten insgesamt 235 Strich Felder und acht Strich Wald.  Im Theresianischen Kataster von 1748 findet sich eine einradige Mühle mit Walke. Nachdem 1787 große Teile des Dorfes niedergebrannt waren, wurde im Ortszentrum eine Kapelle errichtet. Seit 1820 bestand im Gemeindehaus eine Winterschule als Zweigstelle der Reschwitzer Schule; ab April erfolgte der Unterricht dann wieder in Reschwitz. 1829 trat Johann Anton Hladik die Herrschaft Gießhübel gemeinschaftlich seiner Tochter Antonia und dem Schwiegersohn Wilhelm von Neuberg ab.
Im Jahre 1845 bestand das im Elbogener Kreis gelegene Dorf Pürk, auch Birk genannt, aus 48 Häusern mit 272 deutschsprachigen Einwohnern. Im Ort gab es eine Mühle. Pfarrort war Reschwitz. Bis zur Mitte des 19. Jahrhunderts blieb Pürk der Herrschaft Gießhübel untertänig.
Nach der Aufhebung der Patrimonialherrschaften bildete Pirk / Březina ab 1850  mit dem Ortsteil Tösch eine Gemeinde im Gerichtsbezirk Buchau. Ab 1868 gehörte Pirk zum Bezirk Luditz. Im Jahre 1869 bestand das Dorf aus 48 Häusern und hatte 273 Einwohner. 1872 nahm in Pirk eine Dorfschule, die auch die Kinder aus Höfen besuchten, den Unterricht auf. 1879 brannte die Schule nieder. Die Gründung der Freiwilligen Feuerwehr erfolgte 1888. 1889 wurden in Pirk 64 Kinder unterrichtet. Im Jahre 1900 hatte Pirk 337 Einwohner, 1910 waren es 323.
Nach dem Ersten Weltkrieg zerfiel der Vielvölkerstaat Österreich-Ungarn, die Gemeinde wurde 1918 Teil der neu gebildeten Tschechoslowakischen Republik. Beim Zensus von 1921 lebten in den 63 Häusern der Gemeinde Pirk 355 Personen, davon 354 Deutsche; das Dorf Pirk bestand aus 56 Häusern und hatte 317 Einwohner. Am 4. August 1921 brannten 13 Häuser und eine Scheune nieder. Die Elektrifizierung erfolgte 1922. Der Linienbusverkehr nach Karlsbad wurde 1929 aufgenommen. 1930 lebten in den 54 Häusern von Pirk 311 Personen, die Gemeinde hatte insgesamt 350 Einwohner. Die Katastralfläche umfasste 700 ha. In Pirk gab es zu dieser Zeit drei Wirtshäuser, drei Schuster, zwei Schmiede, zwei Tischler, einen Metzger, einen Gemischtwarenladen, eine Butterhandlung und eine zweiradige Mühle. Nach dem Münchner Abkommen wurde Pirk im Oktober 1938 dem Deutschen Reich zugeschlagen und gehörte bis 1945 zum Landkreis Luditz. Im Jahre 1939 hatte die Gemeinde 319 Einwohner. Nach dem Ende des Zweiten Weltkrieges kam Březina zur wiedererrichteten Tschechoslowakei zurück. Nach der Aussiedlung der deutschen Bewohner wurde Březina  schwach wiederbesiedelt. Im Zuge der Gebietsreform von 1948 wurde der Okres Žlutice auflöst und die Gemeinde zum 1. Februar 1949 dem Okres Karlovy Vary-okolí zugeordnet. Im Jahre 1950 lebten in den 40 Häusern von Březina nur noch 37 Personen.
1953 erfolgte die erneute Absiedlung des Dorfes und seine Eingliederung in den neuen Truppenübungsplatz Hradiště. Danach wurde das Gelände des Dorfes als vorbereitender Panzerschießplatz genutzt. Mit der Gemeindegebietsreform von 1960 wurde der Truppenübungsplatz dem Okres Karlovy Vary zugeordnet. Seit der Verkleinerung des Truppenübungsplatzes Hradiště Anfang 2016 liegt Březina nahe der Südgrenze des Militärgebietes.
Auf der verbuschten Dorfstelle sind die Mauerreste einiger Häuser und der Mühle mit zwei beschädigten Mühlrädern zu finden. Erhalten ist der Aufschlaggraben der Mühle mit zwei Teichen. Außerdem steht in der Wüstung eine nach der Zerstörung des Dorfes errichtete Trafostation. Der ursprüngliche Straßenverlauf wurde durch neue Wege, die an der Dorfstelle vorbeiführen, ersetzt.

## Ortsgliederung
Die Wüstung Březina ist Teil des Katastralbezirkes Radošov u Hradiště.

## Ehemalige Denkmale
- Kapelle, das quadratische Bauwerk mit Dachlaterne und Zwiebelhaube wurde 1787 errichtet. Sie wurde nach 1953 zusammen mit dem Dorf beseitigt.[5]